# دلار جزایر کوک
دلار جزایر کوک (به انگلیسی: Cook Islands dollar) یکای پول رایج در کشور نیوزیلند است. مسئولیت کنترل این یکای پول برعهدهٔ بانک مرکزی نیوزیلند قرار دارد.